# 생명체학
생명계학은 생명계의 환경적 유전적 요소를 하나의 거대한 유기적 시스템으로 보고 그 속의 유전정보의 생산 분석, 각 요소들간의 상호작용 네트워크를 연구하는 체학의 하나이다.

## 같이 보기
- 오믹스
- 유전체학
- 단백체학